# Понтекорво, Гвидо
Гви́до Понтеко́рво (29 ноября 1907, Пиза, Италия — 25 сентября 1999, Альпы, Швейцария) — английский и итальянский генетик.

## Биография
Родился 29 ноября 1907 года в Пизе в еврейской семье. В 1923 году поступил в Пизанский университет, который окончил в 1928 году. В 1930 году переехал во Флоренцию, где работал вплоть до 1938 года. В связи с фашистскими расовыми законами уехал в Великобританию.
С 1938 по 1940 и с 1943 по 1945 гг., работал в Эдинбургском институте генетики животных. С 1941 по 1943 и с 1945 по 1968 гг., работал в Университете Глазго, в 1945 году был избран профессором генетики. С 1968 по 1975 год работал сотрудником Имперского фонда по исследованию рака, с 1975 года работал почётным консультантом там же. В 1968 году окончил университет Лестера.
Трагически погиб 25 сентября 1999 года в Альпах, сорвавшись с горы во время сбора грибов для исследований.

## Личная жизнь
Гвидо Понтекорво был женат на швейцарском искусствоведе Леонор (Лени). От этого брака у него одна дочь — Лиза (р. 1944).

## Память
Через несколько лет после его трагической гибели, была создана премия его имени, которая вручается генетикам.

## Научные работы
Основные научные работы посвящены молекулярной генетике.
- 1952 — совместно с М. Грином и Э. Льюисом доказал, что ген делим не только мутационно, но также кроссинговером.
- 1954 — открыл процесс рекомбинаций генов у несовершенных грибов Aspergillus nidulans и назвал его парасексуальным, тем самым положив начало изучения механизма этого процесса у различных видов грибов, не имеющих полового цикла размножения.

## Членство в обществах
- Почётный член Американской академии искусств и наук (1958)
- Почётный член Датского королевского общества наук (1966)
- Член Лондонского Королевского (1955) и Линнеевского (1971) обществ
- Иностранный член Национальной академии наук США (1983)[1]
- Член ряда других научных обществ